# Burg Altenthann
Die Burg Altenthann, auch Burg Thann genannt, ist eine abgegangene Höhenburg auf 432 m ü. NHN in Altenthann an der Stelle der heutigen Ochenbrucker Straße 4 am Ort der heutigen Kirche St. Veit in der Gemeinde Schwarzenbruck im Landkreis Nürnberger Land und gilt als Stammsitz der Reichsministerialen von Altenthann.

## Geschichte

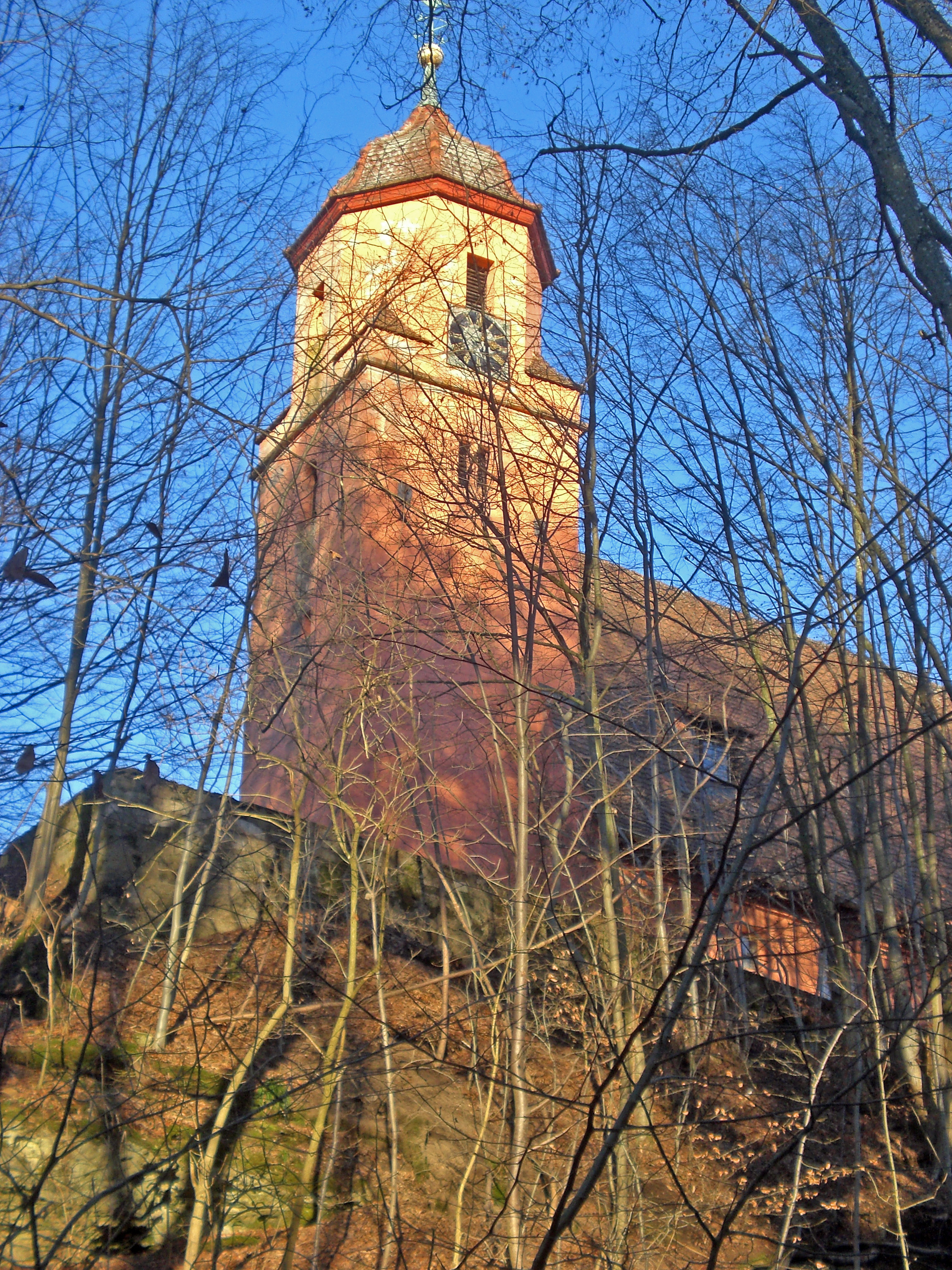
Kirche St. Veit (2024)

Man kann mehrere Phasen eines früh einsetzenden Burgenbaus erkennen. Das haben im Jahre 2005 durchgeführte Ausgrabungen ergeben. Es fanden sich Spuren einer ersten, bereits im 11. Jahrhundert aus Holz errichteten Anlage, die noch im selben Jahrhundert von einer zweiten, ebenfalls in Holzbauweise ausgeführten Burg ersetzt wurde. Diese zweite Burg wurde durch einen Brand vernichtet.  Der Befund deckt sich mit der schon von der historischen Forschung postulierten Rolle der Burg Altenthann als einer der frühesten (Reichs-)Burgen in der Region. Hermann von Thann, der erste für uns greifbare Vertreter der Familie, erschien bereits 1140 auf einem Hoftag König Konrads III. in Nürnberg unter so prominenten Reichsministerialen wie Otnand von Eschenau und Leupold von Gründlach. Die Familie blieb bis über das Interregnum hinaus im Reichsdienst und gründete zu einem bislang nicht eindeutig nachweisbaren Zeitpunkt die  Burg Burgthann. Die These von einer im Auftrag des Reichs in Altenthann errichteten Burg erhält durch die Ausgrabungsbefunde weitere Nahrung, die einen Wohnturm mit den Innenmaßen von 9 auf 10,5 Metern rekonstruieren lassen. Dieser wurde nach vereinzelt und in Wiederverwendung angetroffenen Steinen aus sorgsam behauenen Buckelquadern errichtet, wie sie in diesem geographischen Raum in den Jahrzehnten nach 1160 besonders gern vom Reich für seine repräsentativen Bauten eingesetzt wurden. 
Der heutige Kirchturm, wiederholt als Bergfried der alten Burg gedeutet, hat mit der staufischen Anlage dagegen keine Gemeinsamkeit und wurde nach den Ausgrabungsergebnissen angeblich erst nach dem 15. Jahrhundert errichtet. Nicht näher zu datieren ist der Übergang von der Burgen- zur Kapellennutzung im Laufe des 13. oder 14. Jahrhunderts. Die archäologisch nachgewiesene Nikolauskapelle hatte eine bescheidene Grundfläche und knüpft nicht an die vorhergehende Burgenphase an. Vielmehr müssen die wertvollen Buckelquader abtransportiert worden sein, da nur so der Platz für die kleine Kapelle entstehen konnte. Möglicherweise sind zwischen dem Ende der Burgennutzung und dem Bau der ersten Kapelle mehrere Jahre oder Jahrzehnte verstrichen. Eine zeitliche Aufeinanderfolge von Altenthann und Burgthann lässt sich archäologisch nicht belegen, denkbar bleibt ein vorübergehendes Nebeneinander der beiden Burganlagen.

Das Gebäude ist vom Bayerischen  Landesamt für Denkmalpflege als Baudenkmal und Bodendenkmal ausgewiesen. 